# Обухов, Анатолий Николаевич
Анато́лий Никола́евич Обу́хов (27 января 1896, Санкт-Петербург — 25 февраля 1962, Нью-Йорк) — русский и американский артист балета, педагог.

## Биография
Анатолий Обухов родился в Санкт-Петербурге в семье генерала артиллерии Николая Платоновича Обухова и фрейлины двора Надежды Петровны Обуховой, урожденной Надежды Гендриковой.
По окончании Петербургского театрального училища (педагоги Михаил Обухов и Николай Легат) с 1913 по 1920 год Анатолий Обухов исполнял в Мариинском театре партии: Голубой птицы в «Спящей красавице», Зигфрида в «Лебедином озере» и Зефир в «Пробуждении Флоры». Среди его партий были:
- Люсьен в «Пахите»;
- Альберт в «Жизели»;
- Раб («Египетские ночи»);
- Базиль («Дон Кихот»);
- Принц Дезире («Спящая красавица»);
- Жан де Бриен («Раймонда»);
- Дамис («Испытание Дамиса»);
- Арлекин («Арлекинада»);
- Юноша («Шопениана»).

Классический танцовщик, Анатолий Обухов отличался устойчивостью вращения, виртуозной техникой мелких движений, чеканностью позировок, мягкой пластичностью. Был партнёром Анны Павловой в 1914 году во время её гастролей в России.
В 1920 году эмигрировал сначала в Бухарест, где выступал в Бухарестском оперном театре по 1922 год. Затем по приглашению Б. Г. Романова работал по 1926 год в труппе под названием Русский романтический театр, обосновавшейся в Берлине.
Вместе с Антоном Долиным и своей супругой Верой Немчиновой основал труппу «Немчинова-Долин балле», с которой гастролировал в Лондоне с 1927 по 1928 годы. Был артистом Литовской оперы (Каунас, 1930—1934), выступал в труппах Русский балет Монте-Карло, 1935—1939) и Оригинальный русский балет» (1939—1940).
С 1940 по 1962 годы — педагог балетной школы при труппе Нью-Йорк Сити балет (New York City Ballet), среди его учеников: Джон Тарас и Артур Митчелл.

## Интересные факты
- Поэт Игорь Северянин посвятил Анатолию Обухову одно стихотворение [уточнить]